# Jennifer Veal
Jennifer Veal (Coventry, Inglaterra; 7 de septiembre de 1991) es una actriz inglesa. Interpretó el personaje de Lucy en As the Bell Rings de Disney Channel Reino Unido. También interpretó el personaje de la hermana de Agatha en tres episodios de la comedia de Disney Channel, Jessie.

## Carrera
Veal comenzó a bailar a los 5 años y desempeñó el papel de "Baby June" en Gypsy en Warwick Arts Centre, Coventry a los 10 años. A los 11 años hizo su debut en el West End en Chitty Chitty Bang Bang en el London Palladium, en colaboración con estrellas como Michael Ball y Wayne Sleep y a los 12 años le ofrecieron un lugar en el Sylvia Young Theatre School, de Londres. Aunque eso significaba vivir lejos de casa durante semanas, ella persiguió su sueño y nunca miró atrás. Para su crédito ha conseguido muchas cosas y ha trabajado con un montón de gente maravillosa como, Elton John y Tim Healy (elenco de apertura de Billy Elliot) y Il Divo (Royal Variety Performance 2005), por nombrar sólo algunos. Ella protagonizó As the Bell Rings de Disney Channel Reino Unido como "Lucy". Tiene un papel recurrente en la serie original de Disney Channel Jessie. Actualmente tiene un canal en Youtube, junto al actor Lucas Cruikshank.

## Vida privada
Jennifer entre 2012 y 2013 mantuvo una relación ficticia con el actor Lucas Cruikshank para incubrir la orientación sexual de él.
Finalmente en agosto de 2013 el actor hace pública su homosexualidad y el mismo año comienza a salir con James Dawson.
Actualmente, Veal está de novia con Daniel Wilkin, el pianista de la banda inglesa Rixton.

## Filmografía
| Año       | Título                    | Personaje              | Notas                               |
| --------- | ------------------------- | ---------------------- | ----------------------------------- |
| 2007      | Holi Hana                 | Ellen                  | Voz, Episodio: "Methu a Hedfan"     |
| 2007—2009 | As the Bell Rings         | Lucy                   | Recurrente, 20 episodios            |
| 2012—2013 | Jessie                    | Niñera Agatha / Ángela | Antagonista recurrente, 4 episodios |
| 2012      | Victorious                | Chelsea                | Estrella Invitada, 1 episodio       |
| 2015—2016 | Descendants: Wicked World | Ally                   | Voz                                 |
| 2018      | The agency                | Brooke                 | Estrella invitada, 2 episodio       |
| 2019      | Tangled 3                 | Chica Encantada        | Voz                                 |
| 2019      | Evil touch                | Vicky                  | Estrella invitada, 1 episodio       |
| 2019      | The alien                 | Jennifer               | Personaje secundario                |
| 2020      | Poler                     | Kitty                  | Recurrente, 4 episodio              |